# Polnischer Filmpreis/Beste Hauptdarstellerin

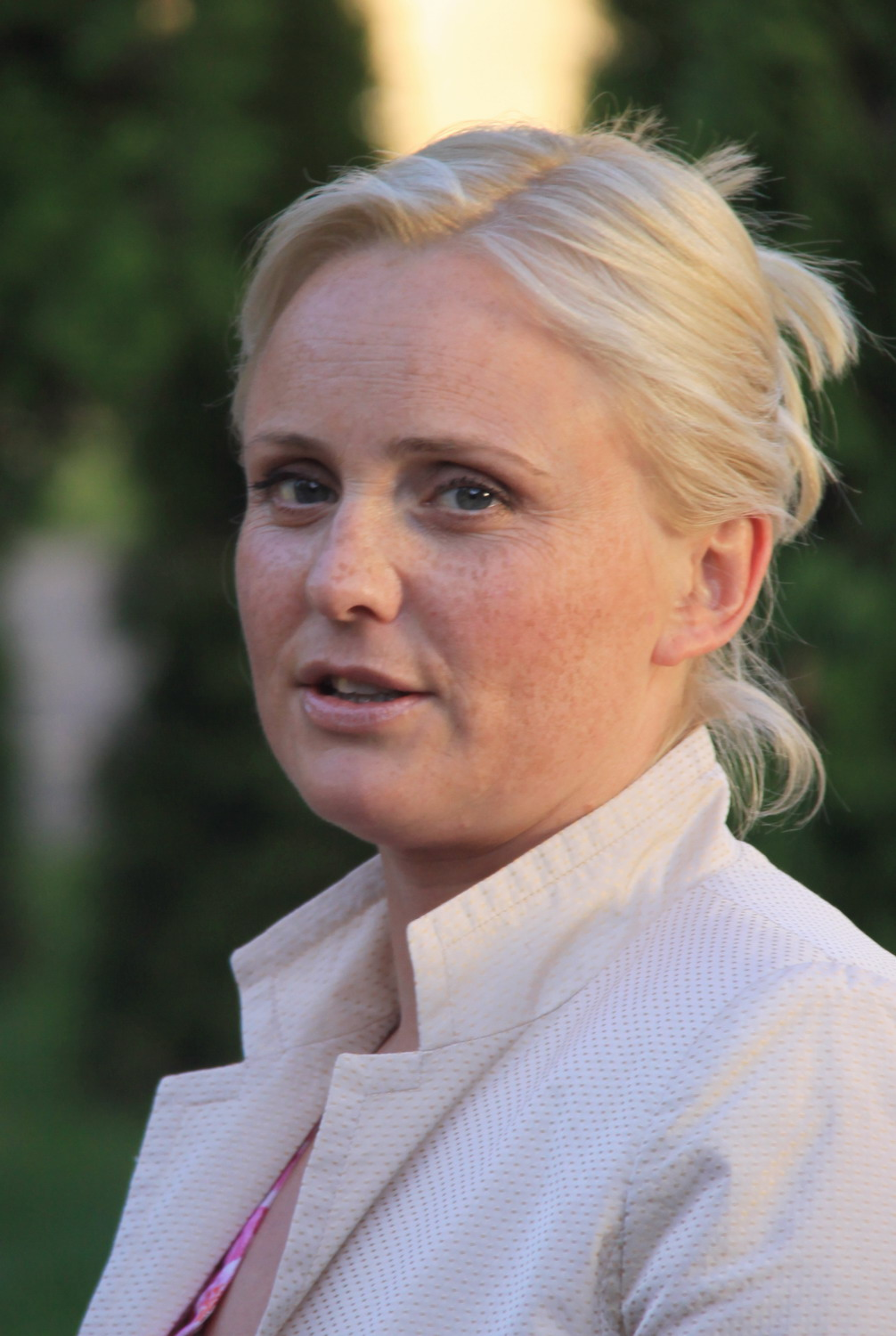
Preisträgerin der Jahre 2002 und 2006: Kinga Preis

Polnischer Filmpreis: Beste Hauptdarstellerin (Najlepsza główna rola kobieca)
Gewinner und Nominierte in der Kategorie Beste Hauptdarstellerin seit der ersten Verleihung des Polnischen Filmpreises im Jahr 1999. Ein Film qualifiziert sich in dem der Preisverleihung vorhergehenden Jahr, wenn er zwischen dem 1. Januar und 31. Dezember mindestens sieben Tage in einem öffentlichen Kino gegen Entgelt gezeigt wurde.
| Statistik                         | Name               | Anzahl | Jahr                         |
| Häufigste Auszeichnungen          | Kinga Preis        | 2      | 2002, 2006                   |
| Häufigste Nominierungen           | Kinga Preis        | 5      | 2002, 2006, 2007, 2009, 2010 |
| Häufigste Nominierungen ohne Sieg | Magdalena Cielecka | 3      | 2000, 2001, 2002             |

## 1990er Jahre

### 1999
Agnieszka Krukówna – Farba
Stanisława Celińska – Złote runo
Agnieszka Sitek – Der Bastard muss sterben (Je treba zabít Sekala)
Danuta Stenka – Cudze szczęście
Grażyna Szapołowska – Kroniki domowe

## 2000er Jahre

### 2000
Grażyna Szapołowska – Pan Tadeusz
Magdalena Cielecka – Amok
Gosia Dobrowolska – Tydzień z życia mężczyzny
Agnieszka Krukówna – Fuks
Dominika Ostałowska – Wojaczek

### 2001
Dominika Ostałowska – Daleko od okna
Magdalena Cielecka – Zakochani
Anna Dymna – Das große Tier (Duże zwierzę)
Krystyna Janda – Życie jako śmiertelna choroba przenoszona drogą płciową
Maja Ostaszewska – Prymas. Trzy lata z tysiąca

### 2002
Kinga Preis – Cisza
Magdalena Cielecka – Egoiści
Anna Dymna – Wiedźmin
Aleksandra Gietner – Tereska (Cześć Tereska)
Jadwiga Jankowska-Cieślak – Szczęśliwy człowiek

### 2003
Danuta Stenka – Chopin – Sehnsucht nach Liebe (Chopin. Pragnienie milości)
Katarzyna Figura – Zemsta
Emilia Fox – Der Pianist (The Pianist)
Ewa Kaim – Anioł w Krakowie
Edyta Olszówka – Tam i z powrotem

### 2004
Katarzyna Figura – Żurek
Maja Ostaszewska – Przemiany
Aleksandra Prószyńska – Zmruż oczy

### 2005
Krystyna Feldman – Mein Nikifor (Mój Nikifor)
Katarzyna Figura – Ubu Król
Agnieszka Grochowska – Pręgi

### 2006
Kinga Preis – Der Gerichtsvollzieher (Komornik)
Jolanta Fraszyńska – Skazany na bluesa
Krystyna Janda – Unkenrufe – Zeit der Versöhnung (Wróżby kumaka)

### 2007
Jowita Budnik – Plac Zbawiciela
Karolina Gruszka – Kochankowie z Marony
Kinga Preis – Statyści

### 2008
Danuta Szaflarska – Pora umierać
Sonia Bohosiewicz – Rezerwat
Krystyna Janda – Parę osób, mały czas

### 2009
Jadwiga Jankowska-Cieślak – Rysa
Swetlana Chodczenkowa – Mała Moskwa
Kinga Preis – Vier Nächte mit Anna (Cztery noce z Anną)

## 2010er Jahre

### 2010
Agata Buzek – Rewers
Krystyna Janda – Der Kalmus (Tatarak)
Kinga Preis – Dom zły

### 2011
Urszula Grabowska – Joanna
Magdalena Boczarska – Różyczka
Olga Frycz – Alles, was ich liebe (Wszystko, co kocham)

### 2012
Agata Kulesza – Róża
Roma Gąsiorowska – Ich heiße Ki (Ki – Nie polubisz ją)
Agnieszka Grochowska – In Darkness (W ciemności)

### 2013
Agnieszka Grochowska – Bez wstydu
Weronika Rosati – Obława
Danuta Szaflarska – Pokłosie

### 2014
Agata Kulesza – Ida
Jowita Budnik – Papusza – Die Poetin der Roma (Papusza)
Agnieszka Grochowska – Wałęsa. Der Mann aus Hoffnung (Wałęsa. Człowiek z nadziei)

### 2015
Maja Ostaszewska – Jack Strong
Agata Kulesza – Pani z przedszkola
Zofia Wichłacz – Warschau ’44 (Miasto 44)

### 2016
Maja Ostaszewska – Body (Ciało)
Agata Kulesza – Moje córki krowy
Gabriela Muskała – Moje córki krowy

### 2017
Aleksandra Konieczna – Die letzte Familie (Ostatnia rodzina)
Dorota Kolak – United States of Love (Zjednoczone stany miłości)
Michalina Łabacz – Sommer 1943 – Das Ende der Unschuld (Wołyń)

### 2018
Magdalena Boczarska – Sztuka kochania. Historia Michaliny Wisłockiej
Karolina Gruszka – Marie Curie (Maria Skłodowska-Curie)
Agnieszka Mandat – Die Spur (Pokot)

### 2019
Joanna Kulig – Cold War – Der Breitengrad der Liebe (Zimna wojna)
Gabriela Muskała – Fuga
Anna Radwan – Kamerdyner

## 2020er Jahre

### 2020
Aleksandra Konieczna – Corpus Christi (Boże Ciało)
Krystyna Janda – Słodki koniec dnia
Dorota Kolak – Zabawa, zabawa
Agata Kulesza – Zabawa, zabawa
Maria Sobocińska – Pan T.

### 2021
Agata Kulesza – 25 Jahre Unschuld (25 lat niewinności. Sprawa Tomka Komendy)
Zofia Domalik – Wszystko dla mojej matki
Agata Kulesza – Der Masseur (Śniegu już nigdy nie będzie)
Maja Ostaszewska – Der Masseur (Śniegu już nigdy nie będzie)
Zofia Stafiej – Jak najdalej stąd

### 2022
Agata Buzek – Mein wundervolles Leben (Moje wspaniałe życie)
Maria Dębska – Bo we mnie jest seks
Jasna Đuričić – Quo Vadis, Aida?
Magdalena Koleśnik – Sweat
Sandra Korzeniak – Ungesühnte Schläge (Zeby nie bylo sladów )

### 2023
Dorota Pomykała – Kobieta na dachu
Sandra Drzymalska – EO (IO )
Katarzyna Figura – Chrzciny
Małgorzata Gorol – Śubuk
Agnieszka Grochowska – Fucking Bornholm